# ヴードゥー・ラウンジ
『ヴードゥー・ラウンジ』(Voodoo Lounge)は、1994年にリリースされたローリング・ストーンズのオリジナル・アルバム。

## 概要
ヴァージン・レコードとの新たな契約下での第一作。前オリジナル・スタジオ録音作『スティール・ホイールズ』以来5年ぶりの作品であり、ビル・ワイマン脱退後初の作品となった。
キース・リチャーズの『メイン・オフェンダー〜主犯〜』、ミック・ジャガーの『ワンダーリング・スピリット』発表後、両名はストーンズの新作のための曲作りを1993年4月に開始する。共同プロデューサーにはドン・ウォズが起用されることとなった。レコーディングは、ロン・ウッドのアイルランドの自宅でのリハーサル後9月に開始し、11月には機材をダブリンのウィンドミル・レーン・スタジオに移し継続された。ビル・ワイマンが脱退した後、バンドは正式ベーシストを採用しなかったが、ダリル・ジョーンズがその代役を務めることとなった。ミステリーギター、ミステリードラムなどのクレジットがあり、このうち「ムーン・イズ・アップ」でのチャーリー・ワッツによるミステリードラムは、ポリバケツの中をスティックで叩いた音だと言われている。
年明けにロサンゼルスでレコーディングを行い、アルバムは完成、8月に始まるワールド・ツアーのリハーサルを開始した。「ラヴ・イズ・ストロング」は、アルバムから最初のリカット・シングルとしてリリースされ、イギリスでは14位に到達したが、アメリカでは91位までしか上がらなかった。ストーンズとしては初めての、チャート入りしなかったシングルとして不名誉な記録となり、同様に『ヴードゥー・ラウンジ』はアメリカでヒットシングルを記録しなかった最初のストーンズのアルバムとなった。
本作は1994年7月に発表され、イギリスでは1位、アメリカでは2位とダブル・プラチナを記録した。多くの評論家が『スティール・ホイールズ』のサウンドとは対照的な希薄なサウンドを指摘した。しかし、原点であるブルースを大胆に解釈した内容の濃さに加えて、ウォズ・ノット・ウォズなどの活躍で知られるドン・ウォズ の息の合ったコンビネーションなどが注目を浴び、結果的にストーンズの音楽的な手腕を知らしめた。また、ワールド・ツアーが継続中の1995年前半に本作はグラミー賞に新設された最優秀ロック・アルバム賞を受賞し、「ラヴ・イズ・ストロング」に続くシングル、「ユー・ガット・ミー・ロッキング」「アウト・オブ・ティアーズ」「アイ・ゴー・ワイルド」はイギリスではマイナー・ヒットとなり、アメリカではラジオ局で頻繁にオンエアされた。このうち、「アイ・ゴー・ワイルド」を除く3曲のカップリングにはアウトテイクが用いられた。「ラヴ・イズ・ストロング」は「ザ・ストーム」と「ソー・ヤング」、「ユー・ガット・ミー・ロッキング」は「ジャンプ・オン・トップ・オブ・ミー」、「アウト・オブ・ティアーズ」は「アイム・ゴナ・ドライヴ」である。
なお、日本語版CDではストーンズファンである山川健一の書き下ろし小説も歌詞カードとともに掲載された。
また、ストーンズ初の試みとして、本作をモチーフにした、Windows 95用インタラクティヴCD-ROMも発売された。

## 曲目
全曲ジャガー／リチャーズ作詞作曲。
1. ラヴ・イズ・ストロング - Love is Strong 3:49
2. ユー・ガット・ミー・ロッキング - You Got Me Rocking 3:36
3. スパークス・ウィル・フライ - Sparks Will Fly 3:15
  - 歌詞に問題となる語句があり、その部分に編集を施したヴァージョンが存在する。そちらはマキシシングル「アウト・オブ・ティアーズ」に収録。
4. ワースト - The Worst 2:24
5. ニュー・フェイセズ - New Faces 2:51
6. ムーン・イズ・アップ - Moon is Up 3:40
7. アウト・オブ・ティアーズ - Out of Tears 5:27
8. アイ・ゴー・ワイルド - I Go Wild 4:24
9. ブランド・ニュー・カー - Brand New Car 4:14
10. スイートハーツ・トゥゲザー - Sweethearts Together 4:45
11. サック・オン・ザ・ジャギュラー - Suck on the Jugular 4:26
12. ブラインデッド・バイ・レインボウズ - Blinded by Rainbows 4:33
13. ベイビー・ブレイク・イット・ダウン - Baby Break It Down 4:07
14. スルー・アンド・スルー - Thru and Thru 6:00
15. ミーン・ディスポジション - Mean Disposition 4:07 （CDのみ）

## ワールド・ツアー
本作リリース後、1994年7月19日にトロントのRPMクラブでクラブ・ギグを行い、1994年8月1日から「Voodoo Lounge Tour」が、ワシントンD.C.のロバート・F・ケネディ・メモリアル・スタジアム公演を皮切りに北米で60公演、南米とオーストラリアで35公演、ヨーロッパで39公演行われた。日本でも、東京ドームで1995年3月6日〜17日までの7公演、福岡ドームで22・23日の2公演を行い、計143公演となった。